# Take the Money and Run
Take the Money and Run is een Amerikaanse komische film uit 1969, geregisseerd en deels geschreven door Woody Allen. Allen vertolkt tevens de hoofdrol, naast Janet Margolin, Louise Lasser, Marcel Hillaire.

## Verhaal
De film is een van de eerste mockumentary's, waarin zogenaamd het leven van de blunderende dief Virgil Starkwell verteld zou worden. Men ziet hoe hij op jeugdige leeftijd reeds in het criminele circuit belandt, zijn misdaden pleegt, voor het eerst in de gevangenis terechtkomt maar ontsnapt, een gezin sticht, en uiteindelijk door de FBI gepakt wordt.

## Rolverdeling
| Acteur           | Personage              |
| ---------------- | ---------------------- |
| Woody Allen      | Virgil Starkwell       |
| Janet Margolin   | Louise                 |
| Marcel Hillaire  | Fritz                  |
| Jacquelyn Hyde   | Miss Blair             |
| Lonny Chapman    | Jake, verdachte        |
| Jan Merlin       | Al, bankrover          |
| James Anderson   | Bewaker                |
| Howard Storm     | Fred                   |
| Mark Gordon      | Vince                  |
| Micil Murphy     | Frank                  |
| Minnow Moskowitz | Joe Agneta             |
| Nate Jacobson    | De Rechter             |
| Grace Bauer      | Vrouw van de boerderij |
| Ethel Sokolow    | Mother Starkwell       |
| Dan Frazer       | Julius Epstein         |
| Henry Leff       | Father Starkwell       |
| Mike O'Dowd      | Michael Sullivan       |
| Louise Lasser    | Kay Lewis              |

## Achtergrond

### Productie
Take the Money and Run was de eerste film die geheel door Allen geregisseerd werd. Hij wilde eigenlijk Jerry Lewis vragen voor de regie. De film maakt gebruik van de kenmerkende slapstick-komedie die ook in Allens latere films Sleeper en Bananas aanwezig is.
Allen besprak het idee voor de film eerst in een interview met Richard Schickel. De film werd opgenomen op locatie in San Francisco. Verder werden opnames gemaakt in de San Quentin State Prison. Hierbij werden 100 gevangenen betaald om als figuranten mee te werken.

### Ontvangst
De film kreeg vooral positieve reacties van critici, behalve van Vincent Canby van The New York Times. Roger Ebert van de Chicago Sun-Times vond de film bij vlagen grappig, maar over het algemeen minder geslaagd. Op Rotten Tomatoes scoort de film 92% aan goede beoordelingen.

### Erkenning door het American Film Institute
- AFI's 100 Years... 100 Laughs #66[5]
- AFI's 100 Years... 100 Movie Quotes:
  - BANK TELLER #1: "Does this look like “gub” or “gun”?" BANK TELLER #2: "Gun. See? But what’s “abt” mean?" VIRGIL STARKWELL: It’s “act”. A-C-T. Act natural. Please put fifty thousand dollars into this bag and act natural." BANK TELLER #1: "Oh, I see. This is a holdup?" - Genomineerd